# 罗伯托·卡洛斯
罗伯托·卡洛斯·达·席尔瓦（葡萄牙語：Roberto Carlos Da Silva，1973年4月10日—），簡稱 罗伯托·卡洛斯（Roberto Carlos），乃一名已退役巴西足球运动员，司職左后卫，皇家馬德里2000年初6大巨星之一，是巴西2002年世界盃足球賽奪冠成員。他的任意球強而有力，是一位闻名天下的重炮手，但攻強守弱，防守不佳常招致批評。他是巴西國家足球隊出場第二多的紀錄保持者。世界足球傳奇巨星之一。

## 生涯
罗伯托·卡洛斯早年出身於巴西一些小型球會，曾加盟過巴西勁旅彭美拉斯，出道時擔任前鋒。1995年轉到意甲效力國際米蘭。1997年起便效力於西班牙球會皇家马德里，一直效力長達十一個賽季。
罗伯托·卡洛斯以远射功夫著称，一個代表作是於1997年3月19日在法国杯四国赛中射入廣泛公認史上其中一個最佳的任意球。卡路士用左腳外擋重旋繞過人牆應聲入網，當時法國隊排出的人牆及門將巴夫斯都毫无反应，到現在還為球迷津津樂道，双方最終打成1:1。另外，他亦曾經直接射入角球和零角度底線抽入龍門。卡路士曾隨巴西国家队出戰三屆世界杯(1998、2002、2006)，其中2002年一屆更贏得冠軍，他和卡富鎮守的左右兩閘更被稱為是當時世界球壇最強勁的左右閘。2004年，卡路士位列球王比利所撰寫的在世的最偉大的125名球員(FIFA 100)。他為國家隊出場125次，僅次於卡富。
在俱樂部方面﹐羅拔圖·卡路士長期效力皇家马德里，在效力皇马十一個賽季期間卡路士成為皇馬左路的不二人選。他曾為皇馬贏過三屆欧洲冠军杯冠軍，其中2002年成為世界杯和欧洲冠军杯的双料冠军，故外界皆認為羅拔圖·卡路士最有條件贏得世界足球先生，可惜屈居於其國家隊隊友罗纳尔多之下，未能当选。
2007年6月6日， 羅伯特·卡洛斯宣佈與土耳其球會費倫巴治達成協議，他将为这支土耳其联赛冠军球队效力两年。
2008年，卡洛斯獲頒發金足獎，以表揚他多年來傑出的成就。
2009年12月3日，卡洛斯已經正式簽约巴西球會哥連泰斯兩年，這位36歲的巴西人與他在皇家馬德里和國家隊時的隊友朗拿度再度同場作戰。
2011年2月，卡洛斯與哥連泰斯和平解約後，加盟俄超球隊安郅。
2012年8月1日，卡洛斯宣佈退役，結束22年的球員生涯。他選擇在安郅成為管理層，為俄羅斯足球發展而努力。
2013年6月4日，土耳其超級聯賽球隊錫瓦斯官方宣佈前巴西國腳羅伯特-卡洛斯正式成為球隊主帥，雙方簽訂了一份為期2年的合同，巴西傳奇巨星將在土耳其開始教練生涯新篇章。

## 技術特點
卡洛斯是進攻型邊後衛的代表，經常出現在前場助攻和遠射，猛力任意球是他的絕活，其邊路傳中球亦令其前鋒隊友朗拿度得益不少, 2002年世界盃任意球破门时球速高达150公里。速度和长距离奔跑能力常常能让人过目不忘，但是強攻弱守也常遭致批評，這點跟司職同位置的同鄉後輩马塞洛一樣。
對於其進攻型踢法, 被問到為何不乾脆改踢邊中場, 卡路士自己的解釋是, 當邊後衛後上助攻時可以有更多的空間長途奔走及助跑, 有利發揮他的遠射。

## 球隊榮譽
巴西U-20國家隊
- 世青赛亞軍：1991年

巴西國家隊
- 世界盃：2002年
- 美洲盃足球賽：1997年、1999年
- 国际足联联合会杯足球赛：1997年、1999年

彭美拉斯
- 巴甲聯賽：1993年、1994年
- 圣保罗州足球甲级联赛：1993年、1994年
- 里約熱內盧-聖保羅錦標賽：1993

 皇家馬德里
- 歐洲聯賽冠軍盃：1998年、2000年、2002年
- 西甲聯赛：1996/97年、2000/01年、2002/03年、2006/07年
- 西班牙超级盃：1997年、2001年、2003年
- 洲際盃（豐田盃）：1998年、2002年
- 歐洲超级盃：2002年

費倫巴治
- 土耳其超级盃：2007年、2009年

## 個人榮譽
- FIFA 100
- 金足奖：2008年
- 國際足聯世界足球先生第二名：1997年
- 世界盃足球賽冠軍：2002年
- 世界盃足球賽亞軍：1998年
- 國家隊首次出場：对阵美國（1992年2月26日）

## 外部連結
- （英文）FIFA Player Statistics: ROBERTO CARLOS – FIFA國際賽競賽紀錄 (存檔)
- （英文）ROBERTO CARLOS (Roberto Carlos da Silva) - Fenerbahçe and Brazil （页面存档备份，存于）
- （英文）Roberto carlos Football Profile Yahoo!! Eurosport UK
- Roberto Carlos的Instagram帳戶 （页面存档备份，存于）